# Tiara Thomas
Tiara Thomas (* 12. September 1989 in Indianapolis, Indiana) ist eine US-amerikanische R&B-Sängerin und Songwriterin.

## Leben
Tiara Thomas erste Auftritte waren als Support-Act des Rappers Wale. Auf dessen Mixtape More About Nothing erschien 2010 ihr erster Track. Mit der Single Bad erreichte sie zusammen mit Wale 2013 die US-Charts auf Platz 21. Ihre erste EP erschien im selben Jahr.
Als Co-Autorin des Titels I Can’t Breath von H.E.R. wurde sie 2021 mit dem Grammy für den Song of the Year ausgezeichnet. Für den Titel Fight for You für den Film Judas and the Black Messiah wurde sie für einen Oscar für den Besten Song nominiert.

## Diskografie

### Singles und EPs
- 2013: Bad (mit Wale)
- 2013: Dear Sallie Mae (EP)
- 2014: One Night
- 2014: Another Day (mit Fat Joe, Rick Ross und French Montana)
- 2015: Up in Smoke (EP)
- 2017: Don’t Mention My Name (EP)
- 2018: FWMM (EP)